# Ново место
Ново место (на словенски: Novo mesto – Нов град) е град в Словения, административен център на община Ново место.
Разположен е на река Кърка. Ново место е с население от 22 415 души (от 40 925 жители на общината) според преброяването от 2002 г.
Градът е традиционно описван като икономическа и културна столица на историческата област Долна Крайна.

## Личности
Родени
- Леон Щукел – словенски гимнастик
- Мартин Дерганц – словенски колоездач
- Мелания Тръмп - Първа дама на САЩ